# Politique en Basse-Normandie
 (octobre 2017).
Politique en Basse-Normandie.

## Approche globale

### Une droite présente depuis longtemps

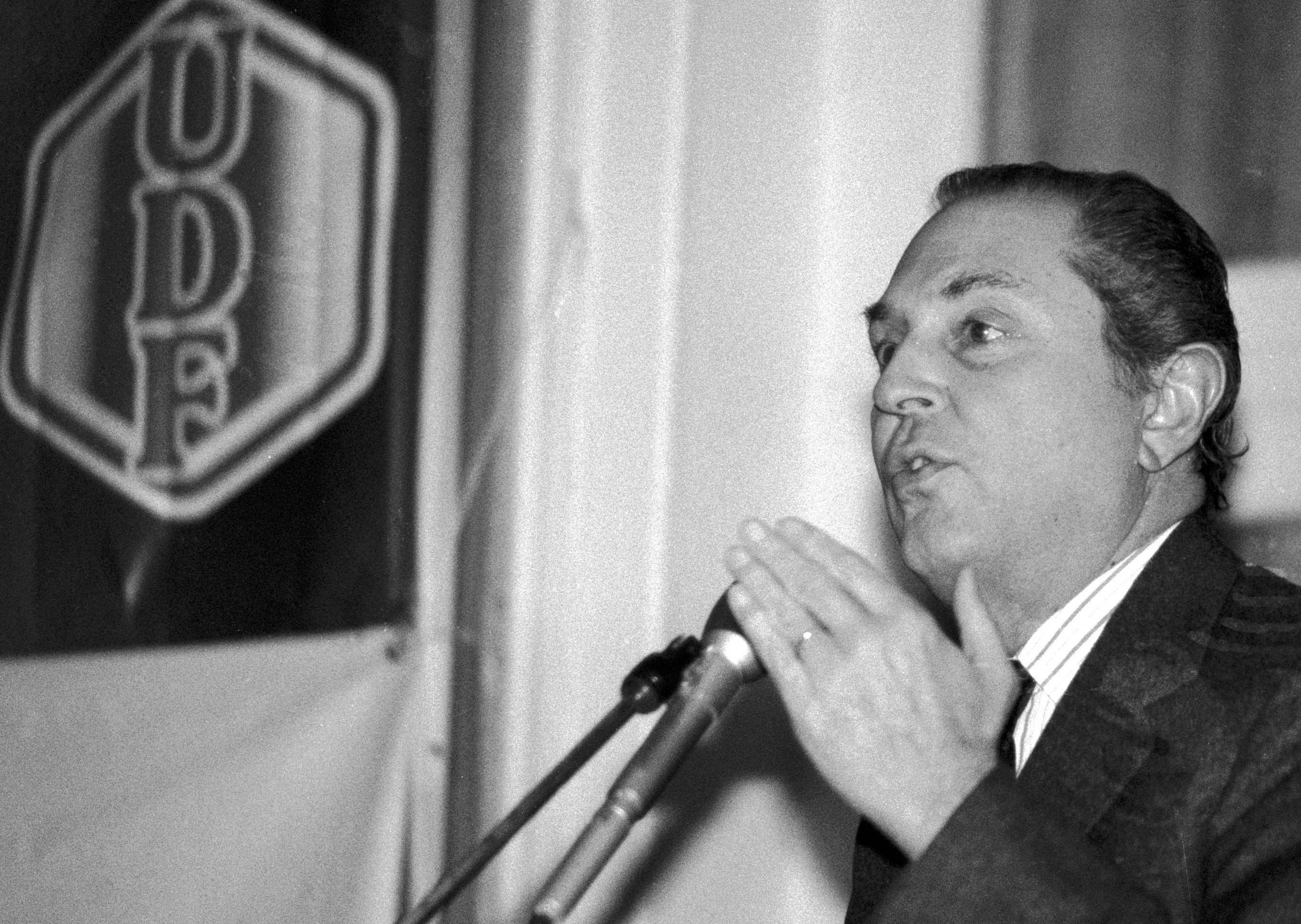
Michel d'Ornano, ancien président de la région, maire de Deauville, député, ministre, dont beaucoup des dirigeants de la droite calvadosienne et bas-normande lui doivent leurs débuts politiques.

La Basse-Normandie, de par sa ruralité, est une terre de tradition conservatrice et légitimiste, où les notables sans étiquette joue une importance encore grande. La gauche n'est guère durablement représentée que dans les grands bassins ouvriers que sont Cherbourg et l'agglomération caennaise.
La droite, fortement ancrée dans cette région, est souvent largement dominante lors des élections, quelles qu'elles soient. On dit même, à tort, que Caen a toujours connu un maire de droite depuis Guillaume le Conquérant. Quelques barons locaux, aux premiers rangs desquels on trouve Michel d'Ornano, avec qui tous les leaders de la droite calvadosienne ont fait leur début, forgent durablement le paysage politique. 
Lors des premières élections régionales au suffrage universel, la droite emporte la majorité absolue de 26 sièges sur 45. Malgré des divisions internes importantes, où l'on voit s'opposer le maire RPR du Mêle-sur-Sarthe Daniel Goulet et du maire UDF d'Athis-de-l'Orne Maurice Duron, la droite ne perd que deux sièges aux élections de 1992, alors que la gauche s'effondre en perdant 7 des 17 élus dont elle disposait, au profit du Front national qui passe de un à cinq sièges et des écologistes qui passent d'un à huit sièges. 
Face à une gauche calvadosienne toujours plus divisée, mais qui retrouve son poids de 1986, la droite se maintient aux élections régionales de 1998, obtenant 35 % des suffrages ornais et calvadosiens et 34 % des voix manchoises, même si la liste de René Garrec perd la majorité absolue à l'Abbaye-aux-Dames. La présence des écologistes ne se réduit plus qu'au siège du manchois Didier Anger, alors que les frontistes gagnent encore un siège, et que le CPNT émerge avec 2 conseillers acquis à la majorité sortante.

### Une gauche qui monte en puissance depuis peu
En dépit d'un profil conservateur fortement ancré, la région est en proie aux mutations sociologiques nationales, qui voit le déclin de la population rurale et l'accroissement de la mobilité géographique qui font s'approcher les votes locaux des tendances nationales. Ainsi, si en 2001, Jean-Pierre Godefroy devient le premier sénateur bas-normand de gauche (Manche) depuis l'instauration de la Cinquième République, la première inversion politique se montra en 2004, lorsque le Conseil régional de Basse-Normandie bascula par surprise à gauche. À la faveur du passage au scrutin à deux tours, les forces de gauche unies au second tour battent de 40 000 voix le président sortant UMP, handicapé, malgré la présence de seconds de poids à travers les anciens ministres Alain Lambert et Nicole Ameline, par son affrontement sur fond de réunification normande avec l'UDF Philippe Augier au premier tour et le maintien du FN au second, ne restant majoritaire que dans l'Orne.
Lors des législatives de 2007, la circonscription de Cherbourg et les deux circonscriptions de Caen (Caen-Ouest et Caen-Est) ont pris une étiquette socialiste, alors qu'en 2002 les 14 députés bas-normands étaient de droite, même si ces trois circonscriptions, avec trois autres, étaient déjà à gauche en législatives de 1997.
Lors du 2e tour de l’élection présidentielle de 2007, les grandes villes et la majeure partie des villes moyennes (population supérieure à 10 000 hab.) avaient davantage voté Ségolène Royal que Nicolas Sarkozy.
Cependant, lors des municipales et cantonales de 2008, le rapport gauche/droite reste plutôt stable. Mis à part Caen, qui bascule à gauche malgré une tradition séculaire d'une administration centriste ou conservatrice, les gains dans chaque camp s'équilibrent, et peu de changement de tête s'effectuent. On assiste à une forte prime aux sortants. En effet, malgré des votes largement en faveur de Ségolène Royal à la présidentielle dans leurs communes, François Digard (UMP) à Saint-Lô, Rodolphe Thomas (MoDem ex-UDF) à Hérouville Saint-Clair sont réélus en 2008. La droite, complétée par des élus sans étiquettes, reste dominante dans les conseils généraux, dirigés par les UMP Jean-François Le Grand, sénateur de la Manche, Alain Lambert sénateur de l'Orne et ancien ministre, et l'UDF Anne d'Ornano, veuve du ministre giscardien et président du conseil régional.
Malgré tout, à l'image d'Alençon, la gauche consolide ses positions auprès des populations urbaines (dix des 15 plus grosses villes bas-normandes sont désormais à gauche), mais la droite demeure largement majoritaire, à l'instar des trois conseils généraux dont les trois présidents de droite conservent leur place.
Cette percée aux municipales n'est pour autant pas suffisante pour que la gauche gagne un siège lors des sénatoriales de 2008 dans le Calvados. À l'issue du second tour, les trois sénateurs sortants sont réélus, Jean-Léonce Dupont avec 1035 voix (54,53 %), Ambroise Dupont avec 1014 voix (53,42 %) et par René Garrec avec 898 voix (47,31 %), ce dernier ne devançant que de 62 voix la candidate socialiste Clotilde Valter.
Le premier tour de l'élection présidentielle de 2012 confirme que l'électorat bas-normand demeure à droite, en mettant Nicolas Sarkozy en tête dans la Manche et l'Orne, mais aussi la différenciation entre un vote urbain, en faveur du Parti socialiste, et un vote rural, plus à droite. Pourtant, lors des législatives suivantes, 9 des 13 circonscriptions sont gagnées par la majorité présidentielle de gauche, dont, pour la première fois, la troisième circonscription de la Manche et la première circonscription de l'Orne, phénomène expliquée par la poussée régulière de la gauche dans la région et la vague rose suivant l'élection de François Hollande, mais aussi par des divisions dans la droite locale, notamment dans l'Orne et le Calvados,,.
.

### Des extrêmes présents
Le FN n'est pas sous-représenté en Basse-Normandie (5 sièges sur 47 au conseil régional, soit plus de 10 % de l'effectif total). Cependant, au plus fort de la puissance du Front national, la Basse-Normandie, comme plus largement l'ouest de la France, a résisté plus que les autres régions aux tentations extrémistes, ne votant aux régionales de 1998 qu'à 11 % pour la liste Fernand Le Rachinel, conseiller général de la Manche, à cause selon ce dernier du poids des chasseurs. Le FN fait une percée lors de la présidentielle 2012, notamment dans le Bessin occidental, et dans l'Orne où elle emporte 20 % des suffrages.
Le PCF, avec 4 sièges sur 47, quasiment 9 % de l'effectif total des conseillers régionaux est également peu implanté, le cœur ouvrier bas-normand, notamment à Cherbourg, étant traditionnellement modéré.

## Conseil régional de Basse-Normandie

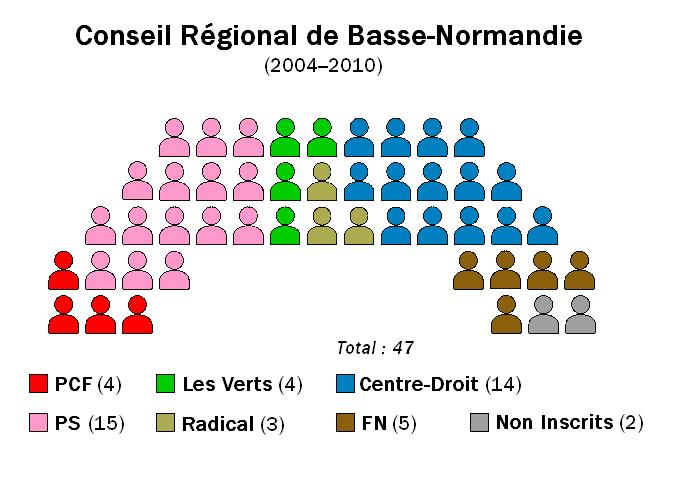
Répartition des sièges du Conseil régional de Basse-Normandie de 2004 à 2010.

Le dernier président du conseil régional fut Laurent Beauvais (PS).
Jusqu'au 31 décembre 2015 date à laquelle la Basse et la Haute-Normandie sont réunies pour former l'actuelle région de Normandie, il comporta 47 membres (22 pour le Calvados, 16 pour la Manche et 9 pour l'Orne) et siégea dans les anciens bâtiments conventuels de l'abbaye aux Dames à Caen.
| Période     |  | Président du Conseil régional               |
| ----------- |  | ------------------------------------------- |
| 2010 – 2015 |  | Laurent Beauvais                            |
| 2004 – 2010 |  | Philippe Duron puis (2008) Laurent Beauvais |
| 1998 – 2004 |  | René Garrec                                 |
| 1992 – 1998 |  | René Garrec                                 |
| 1986 – 1992 |  | René Garrec                                 |
| 1983 – 1986 |  | Michel d'Ornano                             |
| 1982 – 1983 |  | Léon Jozeau-Marigné                         |
| 1978 – 1982 |  | Paul German                                 |
| 1974 – 1978 |  | Léon Jozeau-Marigné                         |
| 1974        |  | Michel d'Ornano                             |

## Députés bas-normands
La Basse-Normandie compte au total 14 circonscriptions (soit une moyenne de 103 500 hab. par circonscription).
Traditionnellement bastions socialistes dans une région à droite, les circonscriptions de Caen et Cherbourg ont repris une étiquette socialiste aux législatives de 2007, perdue cinq ans auparavant, toutes les circonscriptions bas-normandes restant à droite.
Mis à part les pôles urbains qui sont majoritairement à gauche, le reste de la Basse-Normandie reste relativement ancrée à droite.
| Calvados - 1e circonscription - Caen-Ouest - 2e circonscription - Caen-Est - 3e circonscription - Lisieux-Falaise - 4e circonscription - Trouville-sur-Mer-Deauville - 5e circonscription - Bayeux-Ouistreham - 6e circonscription - Vire | Manche - 1e circonscription - Saint-Lô - 2e circonscription - Avranches - 3e circonscription - Coutances - 4e circonscription - Valognes - 5e circonscription - Cherbourg | Orne - 1e circonscription - Alençon-La Ferté-Macé-Domfront - 2e circonscription - Mortagne-au-Perche-L'Aigle - 3e circonscription - Argentan-Flers |

| Première  |  | Philippe Duron    |  | Philippe Gosselin |  | Yves Deniaud       |
| Deuxième  |  | Laurence Dumont   |  | Guénhaël Huet     |  | Jean-Claude Lenoir |
| Troisième |  | Claude Leteurtre  |  | Alain Cousin      |  | Sylvia Bassot      |
| Quatrième |  | Nicole Ameline    |  | Claude Gatignol   |  |                    |
| Cinquième |  | Jean-Marc Lefranc |  | Bernard Cazeneuve |  |                    |
| Sixième   |  | Jean-Yves Cousin  |  |                   |  |                    |

Aux législatives de 2007, trois circonscriptions sur 14 ont basculé à gauche.

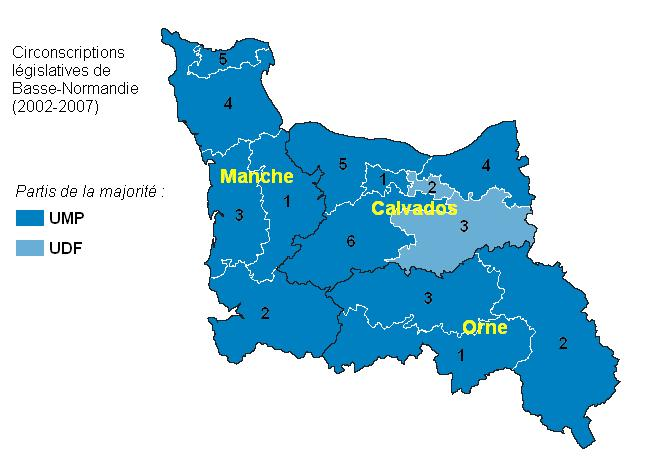
Étiquettes des circonscriptions bas-normandes entre 2002 et 2007.

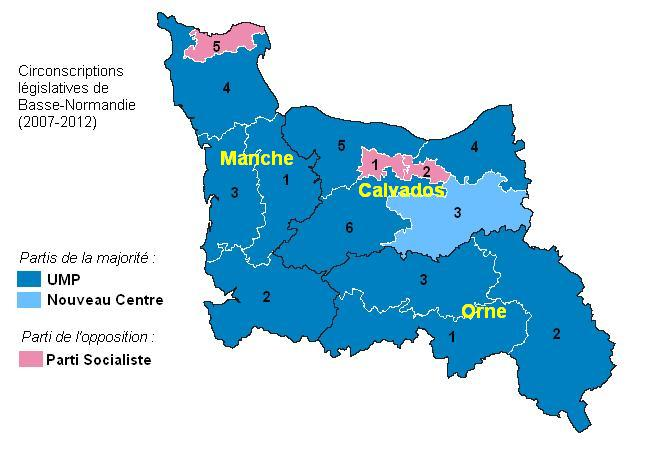
Étiquettes des circonscriptions bas-normandes entre 2007 et 2012. Les législatives de 2007, signe évident de l'entrée de la gauche sur la scène politique en Basse-Normandie.

## Conseils généraux
| Code | Département | Préfecture | Population   | Superficie | Président du conseil général | Tendance politique |
| ---- | ----------- | ---------- | ------------ | ---------- | ---------------------------- | ------------------ |
| 14   | Calvados    | Caen       | 664 000 hab. | 5 548 km2  | Anne d'Ornano                | Divers droite      |
| 50   | Manche      | Saint-Lô   | 489 500 hab. | 5 938 km2  | Jean-François Le Grand       | UMP                |
| 61   | Orne        | Alençon    | 292 337 hab. | 6 103 km2  | Alain Lambert                | UMP                |

Les trois conseils généraux sont à droite, avec la plupart du temps une belle majorité départementale.
La majeure partie des conseillers généraux appartiennent à l'UMP et à l'UDF, ainsi qu'une forte proportion de non inscrits favorables aux majorités départementales.
En ce qui concerne l'opposition, les conseillers généraux ayant une étiquette socialiste représentent la plupart du temps les cantons des villes moyennes et grandes.
Les conseillers généraux de droite sont souvent élus dans les cantons ruraux.
Pour obtenir une carte de la répartition géographique des conseillers généraux en Basse-Normandie, cliquez ici (site officiel de la Région).

## Présidentielle de 2007
La présidentielle de 2007 a été marquée en Basse-Normandie par une nette domination de Nicolas Sarkozy sur Ségolène Royal, même parfois dans les villes moyennes (comme à Lisieux par exemple), représentatif de la terre bleue encore bien en place.
Nicolas Sarkozy était en tête dans les trois départements au 1er tour aussi bien qu'au 2e.
D'une façon générale, les résultats régionaux en Basse-Normandie coïncident plutôt bien avec les résultats nationaux (taux de participation cependant un peu plus élevé).

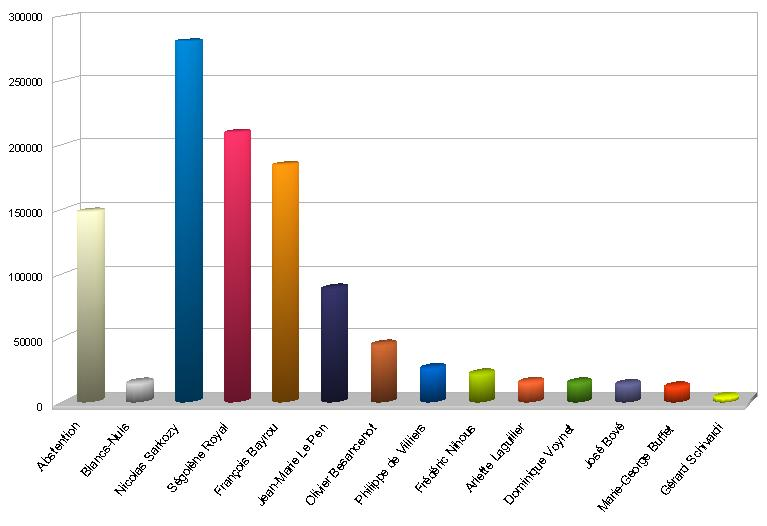
Proportions des choix des inscrits bas-normands au 1er tour de la présidentielle de 2007

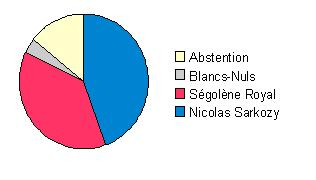
Proportions des choix des inscrits bas-normands au 2e tour de la présidentielle de 2007

Résultats
|             | Premier tour | Premier tour | Second tour | Second tour |
|             | Nombre       | % Inscrits   | Nombre      | % Inscrits  |
| ----------- | ------------ | ------------ | ----------- | ----------- |
| Inscrits    | 1 070 864    | 100,00 %     | 1 070 804   | 100,00 %    |
| Abstentions | 147 607      | 13,78 %      | 153 333     | 14,32 %     |
| Votants     | 923 257      | 86,22 %      | 917 471     | 85,68 %     |

|             | Premier tour | Premier tour | Second tour | Second tour |
|             | Nombre       | % Votants    | Nombre      | % Votants   |
| ----------- | ------------ | ------------ | ----------- | ----------- |
| Blancs/Nuls | 14 203       | 1,54 %       | 39 067      | 4,26 %      |
| Exprimés    | 909 054      | 98,46 %      | 878 404     | 95,74 %     |

|                      | Premier tour | Premier tour | Second tour | Second tour |
|                      | Nombre       | % Exprimés   | Nombre      | % Exprimés  |
| -------------------- | ------------ | ------------ | ----------- | ----------- |
| Nicolas Sarkozy      | 280 396      | 30,84 %      | 476 255     | 54,22 %     |
| Ségolène Royal       | 209 000      | 22,99 %      | 402 149     | 45,78 %     |
| François Bayrou      | 183 917      | 20,23 %      |             |             |
| Jean-Marie Le Pen    | 88 386       | 9,72 %       |             |             |
| Olivier Besancenot   | 43 896       | 4,83 %       |             |             |
| Philippe de Villiers | 25 640       | 2,82 %       |             |             |
| Frédéric Nihous      | 21 407       | 2,35 %       |             |             |
| Arlette Laguiller    | 14 620       | 1,61 %       |             |             |
| Dominique Voynet     | 14 361       | 1,58 %       |             |             |
| José Bové            | 13 153       | 1,45 %       |             |             |
| Marie-George Buffet  | 11 197       | 1,23 %       |             |             |
| Gérard Schivardi     | 3 081        | 0,34 %       |             |             |

## Municipalités
| Blason | Ville                      | Maire                                    | Couleur |
| ------ | -------------------------- | ---------------------------------------- | ------- |
|        | Caen                       | Joël Bruneau (UMP)                       |         |
|        | Cherbourg-Octeville        | Jean-Michel Houllegatte (PS)             |         |
|        | Alençon                    | Joaquim Pueyo (PS)                       |         |
|        | Hérouville-Saint-Clair     | Rodolphe Thomas (MoDem)                  |         |
|        | Lisieux                    | Bernard Aubril (UMP)                     |         |
|        | Saint-Lô                   | François Brière (UMP)                    |         |
|        | Équeurdreville-Hainneville | Bernard Cauvin (PS)                      |         |
|        | Tourlaville                | Gilbert Lepoittevin (PS)                 |         |
|        | Flers                      | Yves Goasdoué (PS)                       |         |
|        | Argentan                   | Pierre Pavis (PS)                        |         |
|        | Bayeux                     | Patrick Gomont (Sans étiquette) (ex-UDF) |         |
|        | Mondeville                 | Hélène Mialon-Burgat (PS)                |         |
|        | Ifs                        | Michel Patard-Legendre (UMP)             |         |
|        | Vire                       | Marc Andreu-Sabater (PRG)                |         |
|        | Granville                  | Daniel Caruhel (DVG)                     |         |

## Sources
- Site du Ministère de l'Intérieur
- Site de la Région Basse-Normandie
- Pierre-Yves Lautrou, « [Une campagne pas si tranquille », L'Express, 23 février 2004
- « Basse-Normandie », Atlas politique